# Hompesch (Titz)
Das Dorf Hompesch gehört zur Gemeinde Titz im Kreis Düren.

## Lage
Das Dorf liegt zwischen den vier Orten Boslar (Linnich), Hottorf (Linnich), Müntz (Titz) und Mersch (Jülich) am Malefinkbach.

## Geschichte
Der Ort geht auf einen Gutshof der Herren von Hompesch zurück. Der Hof wurde 1659 erstmals erwähnt, als er an den Malteserorden verkauft wurde. Ob es eine Burg in Hompesch gab, ist bis heute ungeklärt. 1732 wurde der Hompescher Hof als Rittersitz aus der Jülicher Landesmatrikel gestrichen. Der Hof bestand als Bauernhof weiter. 1825 war Cornelius von Geier (Geyr) aus Köln Eigentümer.
Seit dem 19. Jahrhundert war Hompesch eine Gemeinde im Kreis Jülich. Von 1862 bis 1938 existierte eine Schule. 1869/70 wurde der Lohbusch, ein Waldgebiet zwischen Hompesch, Boslar und Mersch gerodet. 1925 zählte die Gemeinde 176 Einwohner. Am 1. April 1936 wurde die Gemeinde Hompesch in die Gemeinde Müntz eingegliedert. 1969 wurde diese Gemeinde der Gemeinde Titz zugewiesen.
Hompesch gehört zur Pfarre Boslar. In Hompesch wurde 1666 eine Kapelle erbaut, 1750 und 1948 wurde sie neuerrichtet. Sie ist der Dreifaltigkeit und dem Heiligen Gereon geweiht.

## Baudenkmäler

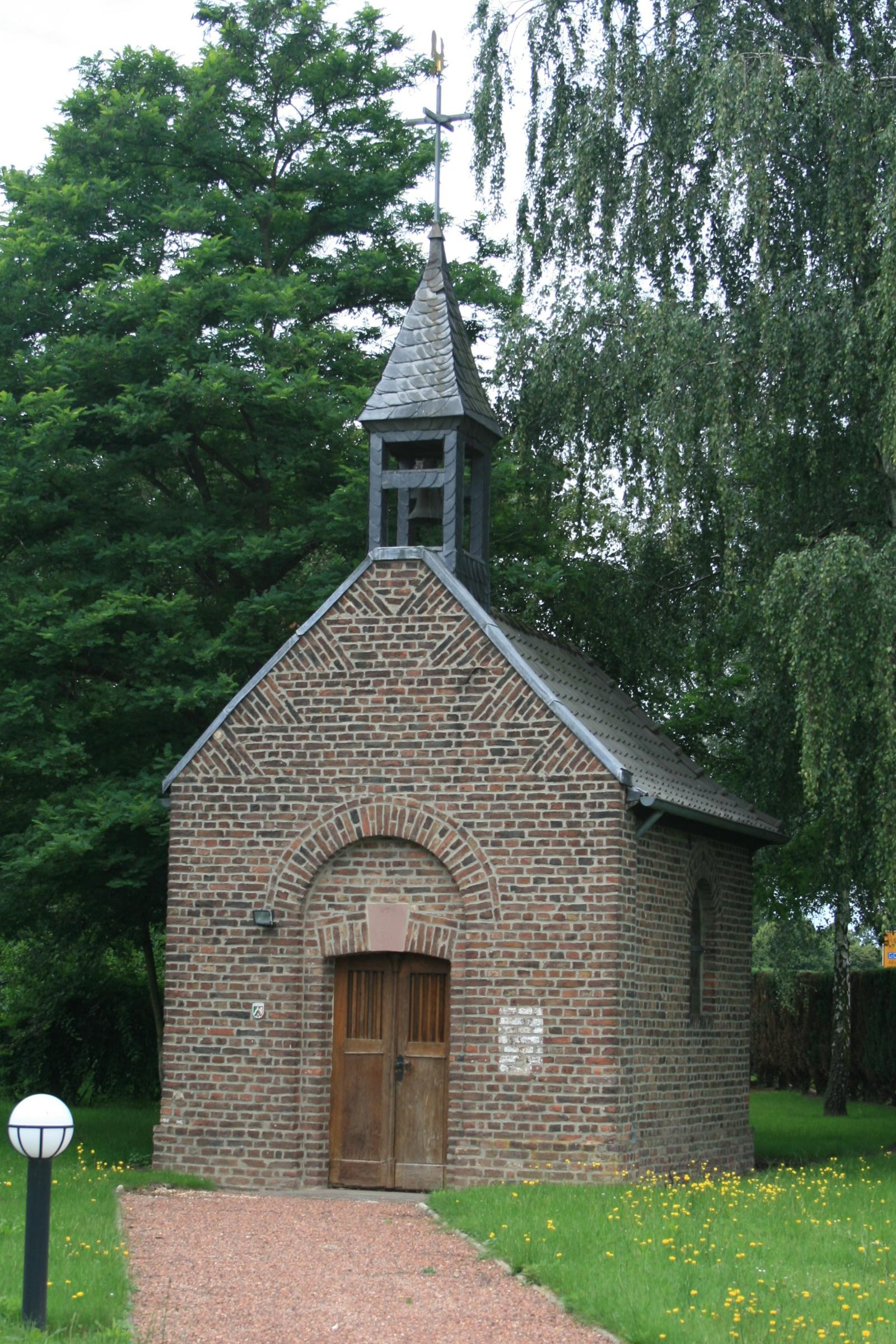
Kapelle, erbaut im 19. Jahrhundert

## Personennahverkehr
Rurtalbus fährt Hompesch mit der AVV-Linie 287 an. Bis zum 31. Dezember 2019 wurde diese Linie vom BVR Busverkehr Rheinland bedient. Zusätzlich verkehrt zu bestimmten Zeiten ein Anruf-Sammel-Taxi.
| Linie | Verlauf |
| ----- | --- |
| 287   | (Linnich Rathaus –) Linnich-SIG Combibloc – Kiffelberg – (Tetz – Boslar – Hompesch – Müntz) / (Gevenich – Kofferen – Hottorf) – Hasselsweiler / (Ralshoven – Gevelsdorf) – Titz |
| AST   | AnrufSammelTaxi: Mo–Fr abends, Sa nachmittags/abends, So Jülich Bf/ZOB – Jülich Innenstadt – Lich-Steinstraß / Stetternich – Pattern / Welldorf – Mersch / Serrest / Güsten – Hompesch / Sevenich / Höllen – Müntz / Spiel / Rödingen / Bettenhoven – Ameln / Hasselsweiler / Ralshoven – Gevelsdorf / Kalrath – Titz – Mündt / Opherten – Jackerath |